# 伏木富山港
伏木富山港（ふしきとやまこう）は、富山県高岡市と富山市、射水市にわたる港湾の総称である。港湾管理者は富山県。
富山湾沿岸奥部の3つの港域によって形成されており、高岡市の伏木地区（伏木港）、富山市の富山地区（富山港）、射水市の新湊地区（富山新港）の3地区が所在する。
港湾法上の国際拠点港湾（北陸地方で唯一）、港則法上の特定港に指定されているほか、日本海側拠点港のうち総合的拠点港と、部門別では国際海上コンテナ。国際フェリー・国際RO-RO船、外航クルーズ（背後観光地クルーズ）の3部門の拠点港に指定されている。

## 概要

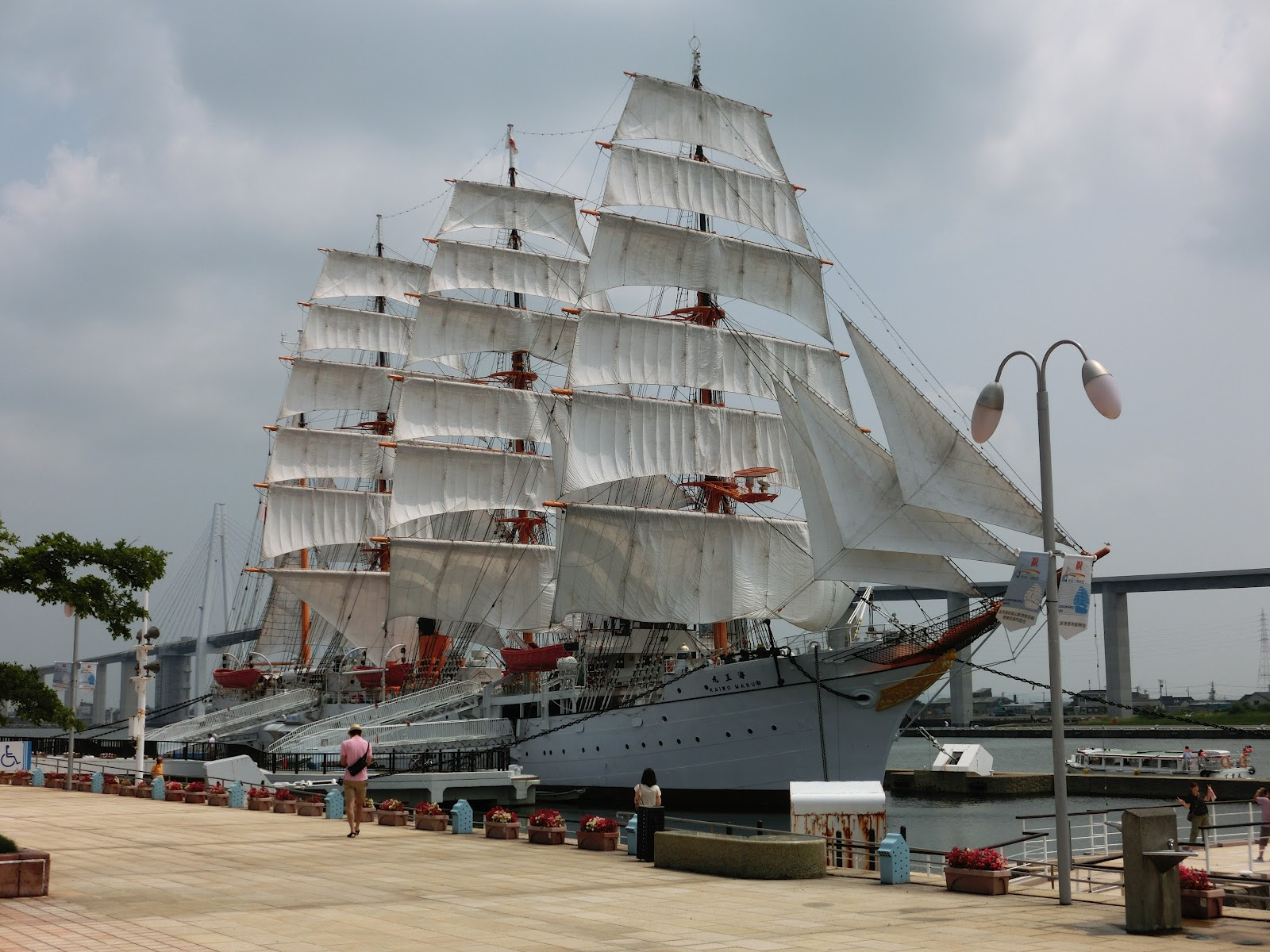
港内に保存してある初代海王丸

富山湾岸に位置し、富山県および北陸地方の主要な港湾である。富山県を含む北陸工業地域、ひいては中華人民共和国、大韓民国、ロシアなど、環日本海圏の交易拠点として重要な役割を担っている。なかでも、ロシアとの輸出入がウェイトを占める港湾で、木材の輸入や中古車の輸出が盛んである。ロシア向けの中古車の輸出は、日本の港湾において約6割のシェアを占め、輸出台数・金額ともに日本一となっている（2022年上半期、大阪税関調べ）。
港一帯はみなとオアシスとして登録していて、伏木地区は伏木コミュニティセンターを代表施設とするみなとオアシス伏木として地域振興や交流を深めるためのコミュニティー施設となっている。また新湊地区は帆船海王丸を中核施設とするみなとオアシス海王丸パークとして観光スポットとなっている。
- 中国定期コンテナ航路（神原汽船）
- 韓国定期コンテナ航路（興亜海運、高麗海運など）

## 歴史
室町時代から岩瀬湊として三津七湊の1つで、江戸時代には岩瀬（富山）・放生津（新湊）・伏木（高岡）は北前船（西回り廻船・北国廻船）の寄港地として栄える。
- 1621年（元和7年） - 東岩瀬港が加賀藩の積卸し港（河東七浦の一つ）に指定され、工事奉行の指揮下で港内整備が実施される[10]。
- 1875年（明治8年） - 地元廻船問屋の藤井能三の働きかけにより伏木港が岩崎弥太郎の三菱商会の汽船定期航路の寄港地となる。
- 1877年（明治10年） - 日本海側で最初の洋式灯台「伏木燈明台」が完成[注 3]。
- 1899年（明治32年）8月4日 - 伏木が開港場に指定される[注 3][8][11]。
- 1910年（明治43年） - 東岩瀬港の改修工事を開始。それまでは神通川から流出する土砂の堆積によって汽船や大型帆船の停泊が不可能となっていた[10]。
- 1921年（大正10年）5月 - 東岩瀬港が指定湾港となる[10]。
- 1926年（大正15年）6月18日 - 伏木港拡築工事の起工式を挙行[12]。
- 1928年（昭和3年）3月 - 東岩瀬港が神通川と分離される[10]。
- 1939年（昭和14年）3月29日 - 東岩瀬港が伏木港税関区域に編入され、伏木岩瀬港として開港場に指定される[10][13]。同年、県が「5,000万円大港湾計画」を作成（着工直前に戦争の影響で中止）[14][15]。なお、これを前後に1919年、1947年にも改修計画があった[16]。
- 1943年（昭和18年）1月 - 東岩瀬港が富山港と改称[10]。
- 1947年（昭和22年）
  - 6月16日 - 富山港改修大計画が発表される[17]。
  - 10月31日 - 昭和天皇が構内を視察（昭和天皇の戦後巡幸）[18]。
- 1951年（昭和26年）1月15日 - 伏木港と富山港が「伏木富山港」として統合し、重要港湾に指定される[8][19][20]。
- 1953年（昭和28年）1月15日 - 富山港から戦後最初の硫安が輸出された[21]。
- 1955年（昭和30年）8月18日 - 伏木港でソ連木材の直輸入開始[22]。
- 1961年（昭和36年）9月15日 - 放生津潟にて富山新港の建設工事に着手[23][24][25]。式の会場は富山県立新湊高等学校[25]。
- 1963年（昭和38年）7月1日 - 日本海側初の水中翼船が富山港 - 氷見 - 和倉に就航[26]。
- 1968年（昭和43年）4月21日 - 放生津潟の掘削と港口を大きく広げ、富山新港が開港[2][19][24]。
- 1972年（昭和47年）2月17日 - 伏木港に伏木ロシアナホトカ定期航路第一船が寄港[27]。
- 1986年（昭和61年）6月17日 - 「伏木富山港」が日本海側で2番目の特定重要港湾（2011年（平成23年）4月より港湾法改正のため国際拠点港湾）に昇格指定される[8][24]。
- 1988年（昭和63年）11月 - 富山新港にて東南アジア諸国間と定期コンテナ航路が開設される[28]。
- 1989年（平成元年）11月28日 - 伏木外港の起工式を挙行[29]。
- 1990年（平成2年）1月 - 伏木港が伏木外港の建設に着手[8]。
- 1992年（平成4年）8月26日 - ウラジオストク港（ロシア）と友好港締結を調印[30]。
- 1998年（平成10年）6月 - 伏木港に伏木万葉ふ頭が竣工[8]。
- 2002年（平成14年） - 富山港および富山新港の国際物流ターミナル供用開始[19][31]。
- 2006年（平成18年）3月 - 伏木港の国際物流ターミナルが供用開始[8][19]。
- 2011年（平成23年）11月11日 - 「伏木富山港」が日本海側拠点港（総合的拠点港）指定される[8]。
- 2012年（平成24年）9月23日 - 新湊大橋が開通[24]。
- 2015年（平成27年）4月24日 - 伏木港は「加賀前田家ゆかりの町民文化が花咲くまち高岡－人、技、心－」の構成文化財として日本遺産に認定される。
- 2017年（平成29年）10月23日 - 平成29年台風第21号接近に伴う強風により、トーゴ船籍の貨物船 REAL号が波消ブロックに打ち寄せられて座礁。貨物船は、2018年1月7日に離礁作業が行われた後、富山港を離れた[32]。
- 2018年（平成30年） - 富山新港のコンテナヤードの拡張工事が完了[8]。
- 2019年（令和元年）6月 - 富山港のコンテナ用岸壁の延伸工事完了。総延長408mとなり、12,000 t級（1,000 TEU級）のコンテナ船2隻が同時接岸、同時荷役が可能となった[31]。
- 2024年（令和6年）6月22日 - 富山新港の中央ふ頭の再整備事業（2号岸壁の水深を14mまで浚渫し、5万t級の船の接岸を可能にした）の完成式が挙行される[33]。

## 施設

### 埠頭
- 伏木港（伏木地区）[4][5] - 北緯36度47分30.69秒 東経137度3分58.59秒
  - 伏木万葉埠頭[注 4][34]
- 富山港（富山地区）[4][5] - 北緯36度45分36.32秒 東経137度13分34.08秒
  - 岩瀬埠頭
- 富山新港（新湊地区、3地区では唯一となるコンテナターミナルを設置）[注 5][4][5][35][36] - 北緯36度46分15.93秒 東経137度7分4.34秒
  - 中央埠頭、北埠頭、東埠頭、南埠頭

### 発電設備
- 北陸電力富山火力発電所（富山市）
- 北陸電力富山新港火力発電所（射水市）

### レジャー施設
- 県民公園新港の森
- 海王丸パーク（初代海王丸が保存されている）[6]
- 富山新港元気の森公園
- 富山県新湊マリーナ（海竜マリンパーク） - しんみなと海の駅に登録されている。
- 富山港展望台 - 常夜灯を形どった高さ25mの鉄筋コンクリート製展望台。1985年11月28日完成[37]。

### 所在機関
伏木地区
- 第九管区海上保安本部伏木海上保安部[36]
- 大阪税関伏木税関支署[36]
- 名古屋植物防疫所伏木富山支所（石川県内も管轄）
- 新潟検疫所伏木富山出張所
- 北陸信越運輸局富山運輸支局伏木庁舎

富山地区
- 第九管区海上保安本部伏木海上保安部富山分室
- 大阪税関伏木税関支署富山出張所
- 富山市消防局富山北消防署海上分遣所 - 消防艇「神通」を配備。

開港機能のうち、以下の機関は港湾区域やその近隣にはない。
- 出入帰国審査 - 名古屋出入国在留管理局富山出張所（富山市：富山空港）からの都度出張
- 動物検疫 - 動物検疫所中部空港支所小松空港出張所（石川県小松市）との間のやり取りとなる。

## 交通
現在
- 富山県営渡船[38]
- 万葉線新湊港線
  - 六渡寺 - 越ノ潟

過去
- 富山地方鉄道射水線[38]

## 作品の描写
- 疑惑（松本清張）[39] - 原作中では「北陸T市の新港」の描写があるが、富山新港（新湊地区）のことを表している[39]。